# Anna Henderson
Anna Louise Henderson (14 de novembro de 1998) é uma ciclista britânica.

## Carreira
Henderson nasceu em Hemel Hempstead, Hertfordshire em 1998 e cresceu em Edlesborough em Buckinghamshire. Ela estudou na Aylesbury High School. Enquanto crescia, sua ambição era ganhar uma medalha olímpica nas Olimpíadas de Inverno. Ela era uma competidora internacional de esqui, no entanto, em 2015, um grande acidente no Campeonato Nacional em Tignes forçou Henderson a se afastar do esqui e usou o ciclismo como um método de reabilitação, ela então mudou seu interesse para o ciclismo. Ela tomou a decisão quando tinha quinze anos. Ela quebrou a perna e o ciclismo foi prescrito como útil para sua recuperação. Como resultado, o ciclismo se tornou seu foco. Em 2021, Henderson se formou na Universidade de Birmingham, concluindo um curso de Ciências do Esporte.
Ela participou do evento de corrida de estrada feminina no Campeonato Mundial de Estrada UCI de 2018. Em 2018, Henderson venceu o Campeonato Nacional Britânico de Corridas de Circuito, e o Campeonato Nacional Britânico de Contra-Relógio sub-23 em 2019.
Em 2022, Henderson garantiu uma medalha de prata no Time Trial nos Jogos da Commonwealth de 2022, onde Grace Brown, da Austrália, levou a medalha de ouro. Esta foi a primeira grande medalha de Henderson representando seu país. Em setembro de 2023, ela estava na Holanda no Campeonato Europeu de Estrada da UEC. Ela ficou em segundo lugar no Contra-relógio Feminino e em oitavo na corrida de Estrada. Ela havia chegado em casa no contra-relógio na primeira posição, mas a suíça Marlen Reusser terminou depois dela com um tempo melhor.
Henderson se classificou para o contra-relógio nas Olimpíadas de 2024 e foi identificada na imprensa britânica como uma potencial medalhista. Eles citaram seus títulos britânicos e seu sucesso em ganhar uma prata no campeonato europeu do ano anterior e o quarto lugar em Glasgow no campeonato mundial. Ela levou uma medalha de prata no contra-relógio nas Olimpíadas de Verão de 2024 atrás de Grace Brown da Austrália em estradas parisienses muito molhadas.